# Berberis aristata
Berberis aristata är en berberisväxtart som beskrevs av Dc.. Berberis aristata ingår i släktet berberisar, och familjen berberisväxter.

## Underarter
Arten delas in i följande underarter:
- B. a. floribunda
- B. a. micrantha

## Bildgalleri

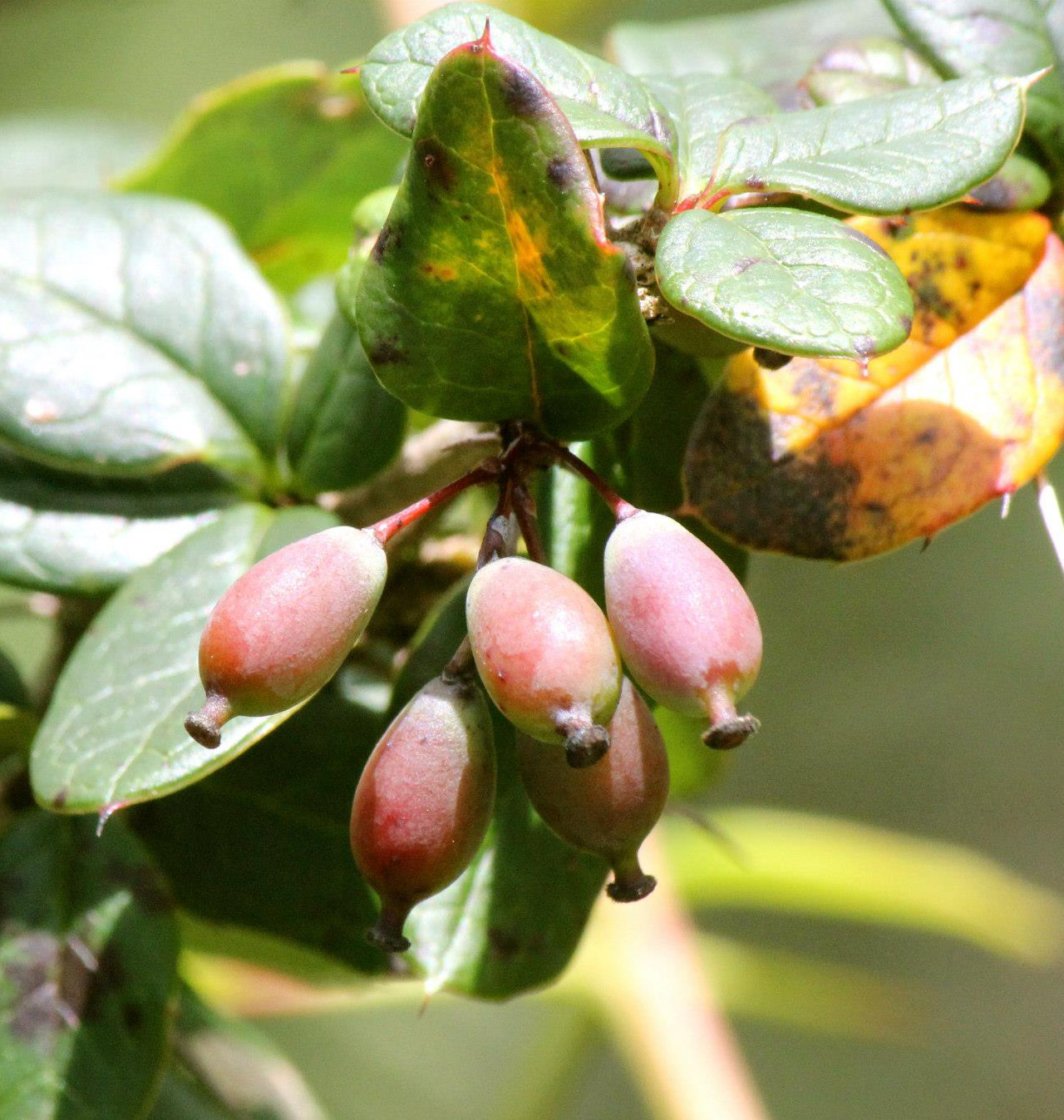